# نرخ ارز

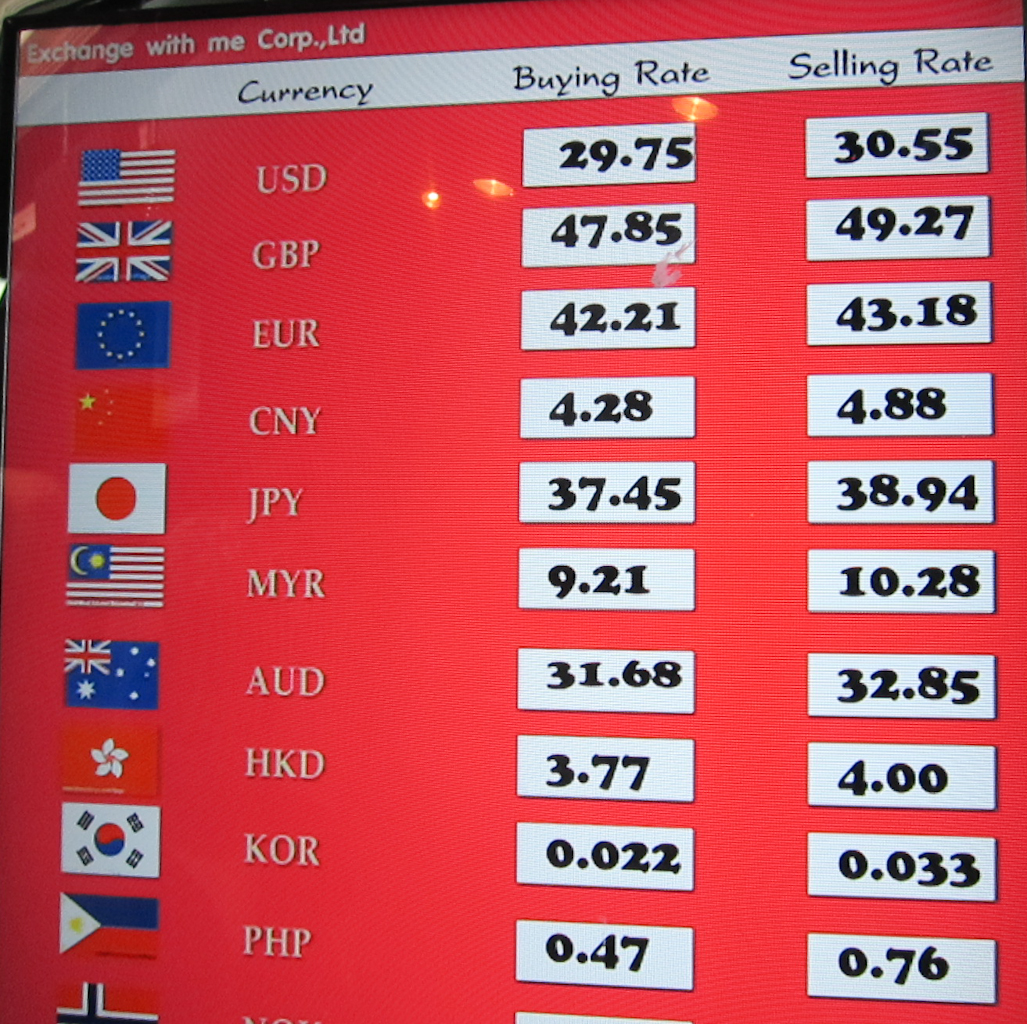
نرخ‌های برابری ارزهای قابل معامله در یک صرافی در جنوب شرق آسیا و در برابر پول ملی تایلند (بات تایلند)

نرخ ارز عبارت است از مقداری از واحد پولی ملی که برای بدست آوردن واحد پول کشور دیگر باید پرداخت شود. به پول‌های خارجی ارز گفته می‌شود، به گفته دیگر به واحدهای پولی که در کشورهای دیگر جز کشور اصلی داد و ستد شود به صورت کلی ارز گفته می‌شود.
ارز عموماً نوع پذیرفته‌شده‌ای از پول است که شامل سکه و اسکناس‌های کاغذی می‌شود و توسط دولت توزیع شده و در داخل اقتصاد گردش دارد. ارز که به عنوان واسطه مبادله کالا و خدمات مورد استفاده قرار می‌گیرد، پایه و زیربنای کسب‌وکارها به حساب می‌آید.
یکی از تفاوت‌های بین معاملات مالی در داخل کشور و مبادلات بین‌المللی این است که درتجارت داخلی نیاز به پرداخت و دریافت وجوه بر حسب پول رایج ملی است اما در معاملات خارجی معمولاً این وجوه به شکل پول‌های رایج و معتبر خارجی و بین‌المللی، پرداخت می‌شود.
مثلاً در ایران برای انجام مبادلات، از ریال استفاده می‌شود، در آلمان یورو و آمریکا دلار آمریکا، اما وقتی یک ایرانی بخواهد از آمریکا کالایی را تهیه کند باید در ازای آن دلار آمریکا بپردازد، بنابراین باید بر اساس یک رابطهٔ مبادلهٔ تعریف شده (نرخ ارز) ریال بدهد و دلار بگیرد و با آن کالا را بخرد.

## تعریف نرخ ارز
منظور از ارز هر وسیله‌ای است که به صورت اسکناس، حواله یا چک در مبادلات خارجی جهت پرداخت‌ها استفاده می‌شود. و منظور از نرخ ارز خارجی عبارت است از مقداری از واحد پولی ملی که برای به دست آوردن واحد پول کشور دیگر باید پرداخت شود.
همچنین می‌توان نرخ ارز را، ارزش برابری یک واحد پول خارجی به پول داخلی دانست. به عبارت دیگر بهای خرید یا فروش یک واحد پول خارجی به پول رایج کشور را نرخ ارز می‌گویند.

## قاعدهٔ قیمت‌های یکسان
قیمت یک‌کالای خارجی در داخل کشور، وابسته به قیمت آن‌کالا در مبدأ و همچنین نرخ ارز آن‌کشور است. طبق این قاعده اگر هزینه‌های جنبی مبادله، ناچیز باشد، قیمت یک‌کالا در همه جا با توجه به قیمت‌ارز، یکسان خواهد بود و در شرایط ایدئال قدرت خرید یک ارز در داخل و خارج یکسان خواهد بود.

## برابری قدرت خرید
اگر قاعدهٔ قیمت یکسان را به مجموعه‌ای از کالاها یا سبد مصرفی جامعه تعمیم دهیم، به قاعدهٔ برابری قدرت خرید می‌رسیم. با فرض برابری قدرت خرید در مورد همه کالاها و امکان تهیه تمامی آن‌ها از دیگر کشورهای جهان، رابطهٔ نرخ ارز را می‌توان به صورت زیر نوشت:
قیمت سبد کالاهای خارجی / قیمت سبد کالاهای داخلی = نرخ ارز
به این معنی که درصد تغییرات نرخ ارز، برابر است با تفاضل تغییرات تورم داخلی و خارجی.
اگر نرخ تورم در داخل و خارج یکسان با شد، نرخ ارز نیز بدون تغییر باقی می‌ماند.
اما اگر تورم داخلی بیشتر از تورم خارجی شود، در نتیجه انتظار افزایش نرخ ارز نیز وجود دارد.
و همچنین اگر نرخ تورم داخلی کمتر از تورم خارجی بشود، نرخ ارز کاهش خواهد یافت.

## بازار ارز خارجی
ارز خارجی همانند پول ملی یک کالا محسوب می‌شود، ولی به تنهایی یک کالا نیست و دارای بازاری است که مانند سایر کالاها از دو طرف، عرضه و تقاضا تشکیل می‌شود.
بازار ارز خارجی عبارت است از چارچوب سازمان یافته و معینی که در آن افراد، مؤسسات و بانک‌ها به کار خرید و فروش پول‌های خارجی یا ارز اشتغال دارند. وظیفهٔ اصلی بازار ارز خارجی عبارت است از انتقال وجوه یا قدرت خرید از یک کشور به کشور دیگر.
وظیفهٔ دیگر بازار ارز، تأمین اعتبار است. این امر مانند کالا مستلزم انتقال از فروشنده به خریدار می‌باشد.
به‌طور کلی چهار نوع معامله در بازارهای ارزی انجام می‌پذیرد:
1. معاملات حال (spot).
2. معاملات سلف (forward).
3. معاملات سوآپ (swap).

۴- آربیتراژ (arbitrage).

### عرضهٔ ارز
همانند هر کالای دیگر، عرضهٔ ارز با قیمت آن (نرخ ارز) رابطهٔ مستقیم دارد.

## انواع نرخ ارز

### نرخ ارز حقیقی
نرخ ارز حقیقی عبارت است از نسبت قیمت‌های خارجی به قیمت‌های داخلی بر حسب یک پول:
{۴}{۲}R=\frac
R=\frac{〖ep〗^f}{p
که P و Pf به ترتیب سطح عمومی قیمت‌ها در داخل و خارج است و e همان نرخ ارز اسمی و ارزش ریالی پول خارجی است.

### نرخ ارز مؤثر اسمی
نرخ ارز مؤثر اسمی ارزش پول یک کشور را برحسب یک میانگین وزنی از پول سایر کشورها اندازه‌گیری می‌کند که در آن وزن‌ها انعکاس دهندهٔ سهم هر کشور در تجارت بین‌المللی این کشور می‌باشد. به همین دلیل به آن نرخ ارز با وزن تجاری هم می‌گویند.

### نرخ ارز مؤثر حقیقی
نرخ ارز مؤثر حقیقی از تقسیم یک میانگین وزنی از قیمت سبد کالایی در کشورهای طرف تجاری بر حسب پول داخلی نسبت به قیمت آن در کشور به دست می‌آید.

## تعیین نرخ ارز
در مدل‌های اولیه نرخ ارز بر مبنای نظریهٔ برابری قدرت خرید(ppp) تعیین می‌شد و تنها عامل نوسانات نرخ ارز اسمی را قیمت کالاها می‌دانستند.
اما آنچه بدیهی است این است که عوامل گوناگونی بر نرخ ارز تأثیر می‌گذارند:

### تراز پرداخت‌ها
هرگونه تغییر و تحول در تراز پرداخت‌ها تأثیر مستقیم روی نرخ ارز می‌گذارد. دارندگان ارز کشوری که تراز پرداخت‌هایش رو به کاهش است، آن را می‌فروشند و ارز معتبر دیگری را خریداری می‌کنند؛ بنابراین، عرضهٔ این ارز در بازار زیاد می‌شود و نرخ آن نسبت به ارزهای دیگر کاهش می‌یابد.

### استقراض خارجی
هر اندازه کشوری بیشتر مقروض باشد نیازش به ارز خارجی برای پرداخت اصل و بهرهٔ بدهی‌ها بیشتر است. بنابر این، فشاری که روی ذخایر ارزی آن کشور وارد می‌شود، روی نرخ ارز آن کشور منتقل شده و آن را ضعیف می‌کند.

### انتظاراتبرای آینده
ممکن است نرخ ارزها بر اثر پیش‌بینی‌هایی که نسبت به وضعیت آن‌ها می‌شود، تغییر کند. با وجود انتظار نرخ ارز قوی در آینده، صادرات به آن کالا به تأخیر خواهد افتاد تا زمانی که نرخ ارز کاملاً قوی شده و در هنگام تبدیل آن به پول کشور خودی با نرخ بهتری روبه روبوده و پول بیشتری دریافت گردد.

### تورم
در صورت برابری نرخ تورم در هر دو کشور باید به شاخص قیمت‌های خرده‌فروشی و عمده‌فروشی توجه کرد تا وضعیت هر کشور مشخص شود.

### سیاست‌های اقتصادی
سیاست‌هایی که‌بر نرخ ارز اثر می‌گذارند عبارت‌اند از: رشد معقول عرضهٔ پول، سیاست‌های مناسب مالی، خصوصیات دیپلماسی خارجی و فعالیت‌های نظامی، سرمایه‌گذاری در مقایسه با میزان نقدینگی.

## تغییرات نرخ ارز
تغییرات نرخ ارز را غالباً با جفت ارز و با در نظر گرفتن ارزهای برتر پر مبادله به‌عنوان پول پایه نمایش می‌دهند.

## شرایط تضعیف نرخ ارز
نرخ ارز رسمی ممکن است درصورت وجود شرایطی دچار ضعف شود. این عوامل عبارت‌اند از:
۱- ادامه کسری در موازنه پرداخت‌های کشور؛ ۲- کاهش در میزان ذخیره طلا و ارزهای خارجی؛ ۳- تورم داخلی؛ ۴- بی‌اعتمادی به پول داخلی؛ ۵- سیاست‌های دولت که به جای مبارزه با علت، با معلول مبارزه می‌کند؛ ۶- خط مشی‌های دولت که سبب تضعیف اقتصاد داخلی می‌شود؛ ۷- احتمال‌تضعیف نرخ‌رسمی ارز کشورهایی که‌یک اقتصاد به آن‌ها تعهد و وابستگی نزدیک دارد.

## رژیم ارزی
در سال ۱۹۴۴م. بر اساس معاهدهٔ «برتن وودز» کشورها ملزم به حفظ ارزش پول در برابر دلار با یک نسبت مشخص طلا شدند که به سیاست نرخ ارز ثابت شهرت داشت اما در سال ۱۹۷۱م. با اعلام عدم تعهد ایالات متحده در حفظ، برابری و تعویض دلار و طلا، کشورها و درصدر آن‌ها ژاپن سیستم نرخ ارز شناور (مبتنی بر عرضه و تقاضا در بازار) را جایگزین نمودند. مهم‌ترین نظام ارزی، نظام ارزی ثابت و نظام ارزی شناور است، البته، نظام‌های دیگری نیز به مرور زمان به‌وجود آمده‌اند و می‌توانند استفاده‌شوند که بسته به شرایط و نیاز کشورها به کار گرفته می‌شوند.

### نرخ ارز ثابت
وضعیتی است که در آن نیروهای بازار کاملاً فعال هستند، اما بانک مرکزی بسته به ملاحظات و ضرورت‌های موجود، نرخ ارز معینی را به عنوان نرخ ارز هدف تعیین می‌کند و با مداخله در بازار و از طریق ساز وکار ذخایر خود، از آن نرخ هدف حمایت می‌کند.
مثلاً اگر نرخ ارز تمایل داشته باشد که از نرخ هدف بالاتر رود بانک مرکزی با عرضهٔ ذخایر ارزی خود به بازار از افزایش نرخ ارز جلوگیری می‌کند و همچنین اگر نرخ ارز تمایل داشته باشد از نرخ هدف کاهش یابد بانک مرکزی مذکور با خرید ارز از بازار و افزایش ذخایر خود از این کار جلوگیری می‌کند.
مزایا و معایب انتخاب نرخ ارز ثابت..:
انتخاب نظام ارزی ثابت باعث می‌شود که مردم و بنگاهها بتوانند، مادامی که نرخ ارز ثابت نگه‌داشته‌شده‌است بدون نگرانی درمورد نوسانات نرخ ارز برای آینده برنامه‌ریزی کنند. در این صورت در سطح خرد ثبات وجود دارد، اما از آن جا که نوسانات ارز به بخش عرضهٔ پول منتقل می‌شود، ممکن است بی‌ثباتی به بخش کلان اقتصاد منتقل شود.

### نرخ ارز شناور
به ترتیباتی از بازار گفته می‌شود که در آن نرخ ارز بر اساس تعامل نیروهای عرضه و تقاضا ارز بدون مداخلهٔ مقامات پولی و به صورت آزاد تعیین می‌شود.
مزایا و معایب انتخاب نرخ ارز شناور:
انتخاب نظام شناور باعث می‌شود نرخ ارز متغیر باشد ولی در نهایت ثبات اقتصاد کلان، به معنای ثبات در حجم پول و تثبیت نرخ تورم، در بلند مدت حاصل می‌گردد.

## سیاست‌های پولی و مالی در نظام‌های ارزی ثابت و شناور

### سیاست مالیدر نرخ ارز ثابت
سیاست‌های مالی در نبود نرخ ارز و حساب سرمایه بر سطح تقاضای کل و درآمد کل تأثیری ندارد و به خاطر بالا رفتن نرخ بهره و کاهش سرمایه‌گذاری تنها ترکیب محصول تغییر می‌کند، حجم پول در جریان نیز کاهش یافته ذخایر ارزی بانک مرکزی هم کاهش می‌یابد.

### سیاست پولیدر نظام نرخ ارز ثابت
این سیاست‌ها در چنین شرایطی بی اثر است و به‌طور موقت موجب کاهش نرخ بهره می‌شود؛ و شاید اندکی ترکیب محصول را تغییر دهد.

### سیاست‌های مالی در نظام نرخ ارز شناور
سطح درآمد کل تعادلی به‌طور مثبت تحت تأثیر قرار می‌گیرد و افزایش می‌یابد.

### سیاست پولی در نرخ ارز شناور
سیاست پولی در سطح درآمد تأثیر مثبت دارد، اما اثر آن بر نرخ بهره به‌طور دقیق مشخص نیست. ممکن است نرخ بهره در تعادل جدید نسبت به قبل کاهش یابد یا افزایش پیدا کند یا بدون تغییر بماند.

## نظام ارزی ایران
تک نرخی شدن ارز اقدامی بسیار مثبت، مؤثر و عامل مهم برای جلوگیری از مفاسد و رانت خواری است
و اقتصاد ایران نیازمند ارز تک نرخی است.
با اقدامات انجام شده از سال ۶۸، در فروردین ۷۲ برای اولین بار ارز در اقتصاد ایران تک نرخی شد که هفت ماه تداوم یافت.
بانک مرکزی جمهوری اسلامی ایران در سال ۱۳۸۱، به منظور اصلاح نظام اداری کشور اقدام به اجرای سیاست یکسان‌سازی نرخ ارز کرد و به نظام ارزی شناور مدیریت شده روی آورد. اما در عمل فقط نوسانات نرخ دلار آمریکا در یک محدوده، کنترل شد، و همه ساله بر قیمت دلار افزوده شد.
در سال ۸۹ به دلیل تورم زاید الوصف و رشد نقدینگی باز هم فاصله بین نرخ ارز دولتی و ارز آزاد ایجاد شد و باز هم شاهد ارز دونرخی و در نتیجه فساد بود.
برای افزایش نرخ ارز می‌توان فوایدی همچون افزایش رقابت پذیری جهانی و افزایش صادرات را برشمرد، اما در مقابل روند دو نرخی بودن ارز به ضرر کشور است، و ارز دو نرخی موجب فساد است.
براساس سایت خبری خبرآنلاین در سه شنبه ۲ اردیبهشت ۱۳۹۳، بانک مرکزی نرخ فروش دلار در سال ۹۲ را اعلام کرد که بر اساس آن، نرخ دلار در بازار آزاد در پایان اسفندماه ۳۰۲۶ تومان، در پایان بهمن ماه ۲۹۵۰ تومان، در پایان دی ماه ۲۹۷۵ تومان، در پایان آذر ماه ۲۹۴۹ تومان، در پایان آبان ماه ۳۰۱۲ تومان، در پایان مهر ماه ۳۰۳۴ تومان، در پایان شهریور ماه ۳۱۷۷ تومان، در پایان مردادماه ۳۱۸۰ تومان، در پایان تیرماه ۳۲۷۱ تومان، در پایان خردادماه ۳۵۷۹ تومان، در پایان اردیبهشت ماه ۳۵۴۶ تومان و در پایان فروردین ماه ۳۵۰۳ تومان بود.
همچنین در سال‌های ۹۲ و ۹۱ نیز میزان مابه التفاوت نرخ دلار رسمی با نرخ دلار آزاد «به ترتیب» برای هریک دلار حدوداً با اختلاف «۵۲۳ تومان» و هر یک دلار حدود «۲۱۷۴ تومان» می‌بود.
در سیاست اقتصادی حسن روحانی، به گزارش ارانیکو، هدف اعلامی از سوی مسئولان تک نرخی شدن ارز در بازار آزاد و بانک‌ها از ابتدای پاییز ۱۳۹۳ بوده‌است که البته مشخص نیست این هدف در چه نرخی عملی خواهد شد.
در آذر و دی سال ۱۳۹۵ طی یک ماه جهشی ۲۰ درصدی در نرخ ارز بازار آزاد ایران رخ داد. متخصصان این جهش را ناشی از چند فرض می‌دانند؛ اولین فرضی که مطرح است، افزایش ۵ درصدی قیمت جهانی دلار نسبت به سایر ارزهاست که می‌تواند در افزایش قیمت دلار در ایران هم تأثیر بگذارد. این قیمت از آذرماه سال ۹۳ تا آذرماه سال ۹۵، ۱۴ درصد افزایش داشته‌است. فرض بعدی افزایش سفرها در روزهای تعطیلات ژانویه و کریسمس می‌باشد که باعث می‌شود تقاضا برای دلار افزایش یابد و این به افزایش قیمت دلار دامن می‌زند. فرض دیگری که بعضی از متخصصین مطرح می‌کنند، این است که دولت و بانک مرکزی، برای سنجش میزان کشش قیمت دلار در بازار، آن را رها کرده‌اند و برای کم کردن قیمت آن فشاری وارد نمی‌کنند تا بتوانند از این طریق، دلار را تک نرخی کنند. علاوه بر این‌ها شرکت‌های زیادی هستند که با تقویم میلادی کار می‌کنند و با پایان یافتن سال میلادی مجبورند مقادیری ارز از کشور خارج کنند که این امر نیز موجب افزایش قیمت دلار در کشور می‌شود. در دی ماه ۱۳۹۶ قیمت دلار از ۴۴۰۰ تومان فراتر رفت که کارشناسان اقتصادی دلیل اصلی آن را مرتبط به عدم تحقق نظام رفع تحریم مرتبط با برجام می‌دانند.

## انواع نام‌های ارز

### ارز دولتی
ارز رقابتی، ارزی است که از سوی دولت در رقابت با بازار آزاد، عرضه می‌شود.
ارز دولتی، ارزی است که دولت از طریق بانک‌های مجاور و به نرخ دولتی فروشد.
ارز دانشجویی، ارزی است که دولت برای تأمین مخارج دانشجویان خارج از کشور در نظر می‌گیرد و به دانشجویان برای ادامه تحصیل می‌دهد.
ارز تهاتری، ارزی است که در قرار دادهای پایاپا مبنای محاسبه قرار می‌گیرد.
ارز مبادله‌ای، ارزی است که در مرکز مبادلات ارزی برای برخی گروه از کالاها جهت واردات در نظر گرفته می‌شود.
ارز یوزانس، ارزی است که پس از دریافت کالا حواله می‌شود.
ارز ترجیحی، ارزی است که برای واردات کالاهای اساسی به نرخ پایین‌تر دولت در دسترس قرار داده است و هدفش حمایت از قدرت خرید مردم و کنترل قیمت‌ها است.

### ارز شناور
ارز شناور، ارزی است که بهای آن ثابت نیست و بر اساس عرضه و تقاضا تعیین می‌شود.
ارز صادراتی، ارزی است که از راه فروش کالای صادراتی تأمین می‌شود.